# 876
876 (DCCCLXXVI) fue un año bisiesto comenzado en domingo del calendario juliano, en vigor en aquella fecha.

## Acontecimientos
- Luis III de Alemania comienza su reinado sobre Francia Oriental.

## Nacimientos
- Enrique I el Pajarero, rey de Francia oriental.

## Fallecimientos
- 31 de enero - Emma de Altdorf, esposa de Luis el Germánico.
- 28 de agosto - Luis el Germánico, rey de Francia oriental.